# Conehatta
Conehatta és una concentració de població designada pel cens dels Estats Units a l'estat de Mississipi. Segons el cens del 2000 tenia 997 habitants.

## Demografia
Segons el cens del 2000, Conehatta tenia 997 habitants, 297 habitatges, i 231 famílies. La densitat de població era de 24,2 habitants per km².
Dels 297 habitatges en un 50,8% hi vivien nens de menys de 18 anys, en un 37% hi vivien parelles casades, en un 32,7% dones solteres, i en un 22,2% no eren unitats familiars. En el 18,5% dels habitatges hi vivien persones soles el 9,1% de les quals corresponia a persones de 65 anys o més que vivien soles. El nombre mitjà de persones vivint en cada habitatge era de 3,36 i el nombre mitjà de persones que vivien en cada família era de 3,68.
Per edats la població es repartia de la següent manera: un 40,1% tenia menys de 18 anys, un 12,6% entre 18 i 24, un 27,4% entre 25 i 44, un 13,7% de 45 a 60 i un 6,1% 65 anys o més.
L'edat mediana era de 24 anys. Per cada 100 dones de 18 o més anys hi havia 81,5 homes.
La renda mediana per habitatge era de 31.406 $ i la renda mediana per família de 24.063 $. Els homes tenien una renda mediana de 25.667 $ mentre que les dones 21.719 $. La renda per capita de la població era de 9.343 $. Entorn del 45,4% de les famílies i el 42,1% de la població estaven per davall del llindar de pobresa.

## Poblacions més properes
El següent diagrama mostra les poblacions més properes.